# Cassique olivâtre
Psarocolius atrovirens
Espèce
Statut de conservation UICN

 LC  : Préoccupation mineure
Répartition géographique
Le Cassique olivâtre (Psarocolius atrovirens) est une espèce d'oiseau de la famille des ictéridés.

## Distribution
Sa distribution se limite à une étroite bande qui traverse le Pérou et la Bolivie le long du versant est de la Cordillère des Andes, entre 800 et 2 600 mètres d'altitude.

## Habitat
Le Cassique olivâtre affectionne les bordures forestières créées par les routes, les cours d’eau et les lieux habités qui entrecoupent la forêt tropicale humide.

## Nidification
Ce Cassique niche en petites colonies de 3 à 10 nids.  La taille et le type d’arbre peuvent varier, mais habituellement,  il se détache légèrement du reste de la forêt, le long d’une clairière, d’un cours d’eau ou d’établissements humains.

## Comportement
Le Cassique olivâtre est opportuniste et se nourrit d’insectes et de matière végétale qu’il trouve autant à la cime des arbres - comme les autres cassiques - qu’au sol, ce qui est plus rare pour un cassique.